# Yati Vrishabha
Yati Vrishabha (sànscrit: यतिवृषभ)  (subcontinent indi, c. 500 - subcontinent indi, c. 570), també anomenat Jadivasaha, va ser un matemàtic i monjo jainista indi del segle VI dC.

## Vida i Obra
Res es coneix de la seva vida. La seva datació està feta per les referències temporals de la seva obra i per referències de tercers. A la seva obra afirma que va ser deixeble d'Arya Manksu i de Nagahastin.
És l'autor d'un tractat titulat तिलोयपन्नति (Tiloya Pannatti), escrit en pràcrit, en el qual descriu la cosmologia jainista i dona una descripció de l'univers que és important per entendre la ciència i les matemàtiques jainistes. L'obra està composta de 5677 versos en mètrica arya, dividits en nou capítols. És un enllaç entre el pensament d'Aryabhata i les obres posteriors del segle IX.
Tot i que és una barreja d'espiritualitat, filosofia i matemàtiques, s'hi poden trobar conceptes notables com la creença en infinits de diferents dimensions o la meticulositat de les seves mesures de l'univers.
També proporciona fórmules per calcular el perímetre (C) i l'àrea (A) d'un cercle:
{\displaystyle C={\sqrt {10d^{2}}}}; i {\displaystyle A=C{\frac {d}{4}}}
lo qual dona una aproximació del valor de {\displaystyle \pi } de 3,1623.